# Neiden
Neiden (Sami skolt: Njauddâm, Sami del Norte: Njávdán, Sami inari: Njiävđám y finlandés: Näätämö, anteriormente también Näytämö) es un área de aldea en el área de Sápmi a lo largo de la frontera entre Finlandia y Noruega con unos 250 habitantes. Neiden, situado a lo largo del río Neiden, en realidad consta de dos pueblos separados por la frontera de Noruega y Finlandia. Un lado está en el municipio de Sør-Varanger en el condado de Troms y Finnmark, Noruega y el otro lado está en el municipio de Inari en Laponia, Finlandia. Neiden es el nombre oficial en Noruega y Näätämö en Finlandia. La ruta europea E6 atraviesa el pueblo noruego de Neiden. Desde el punto de vista finlandés, Neiden/Näätämö se extiende hasta Finlandia, y hay un pequeño pueblo en Finlandia cerca de la frontera llamado Näätämö, con tiendas fronterizas, a unos 12 km del centro del pueblo de Neiden.

## Historia
Neiden se convirtió en el asentamiento principal del Njauddâm sijdd más occidental (Sami del Norte: siida, es decir, la unidad fundamental de la antigua sociedad Sami, que indica tanto el área como el grupo o grupos familiares que la explotan) de los Skolts y se ha mantenido relativamente sin cambios, dejando numerosos vestigios del uso anterior de la zona intactos.
Neiden fue dividida oficialmente por el gobierno en 1852. La razón de esa separación fue el tratado de demarcación entre el Reino de Suecia-Noruega y el Gran ducado de Finlandia, que prohibía el pastoreo de renos nómadas y el movimiento de pescadores a través de la frontera. Eso causó mucho daño a la cría de renos durante mucho tiempo.

### Segunda Guerra Mundial
El 26 y 27 de octubre de 1944 murieron alrededor de doscientos soldados (de las fuerzas soviéticas y de las fuerzas alemanas).

## Personas
La mayoría de los habitantes de Neiden son Samis, kven y noruegos.

### Skolt Sami
Los Skolts forman un grupo minoritario entre los samis y se diferencian de otros grupos en varias formas. La cultura rusa ha tenido una fuerte influencia en los skolts, que adoptaron el cristianismo en su forma ortodoxa oriental en el siglo XVI. El idioma Skolt Sami está en peligro de extinción y hoy en día no se habla activamente en Neiden. Casi todos los hablantes viven en Finlandia. El Museo Ä'vv Skolt Sami, situado en Neiden, se inauguró oficialmente en junio de 2016. Una tradición Skolt Sami mantenida hasta hoy es la llamada pesca Käpälä de salmón con una red de pesca.

## Área protegida

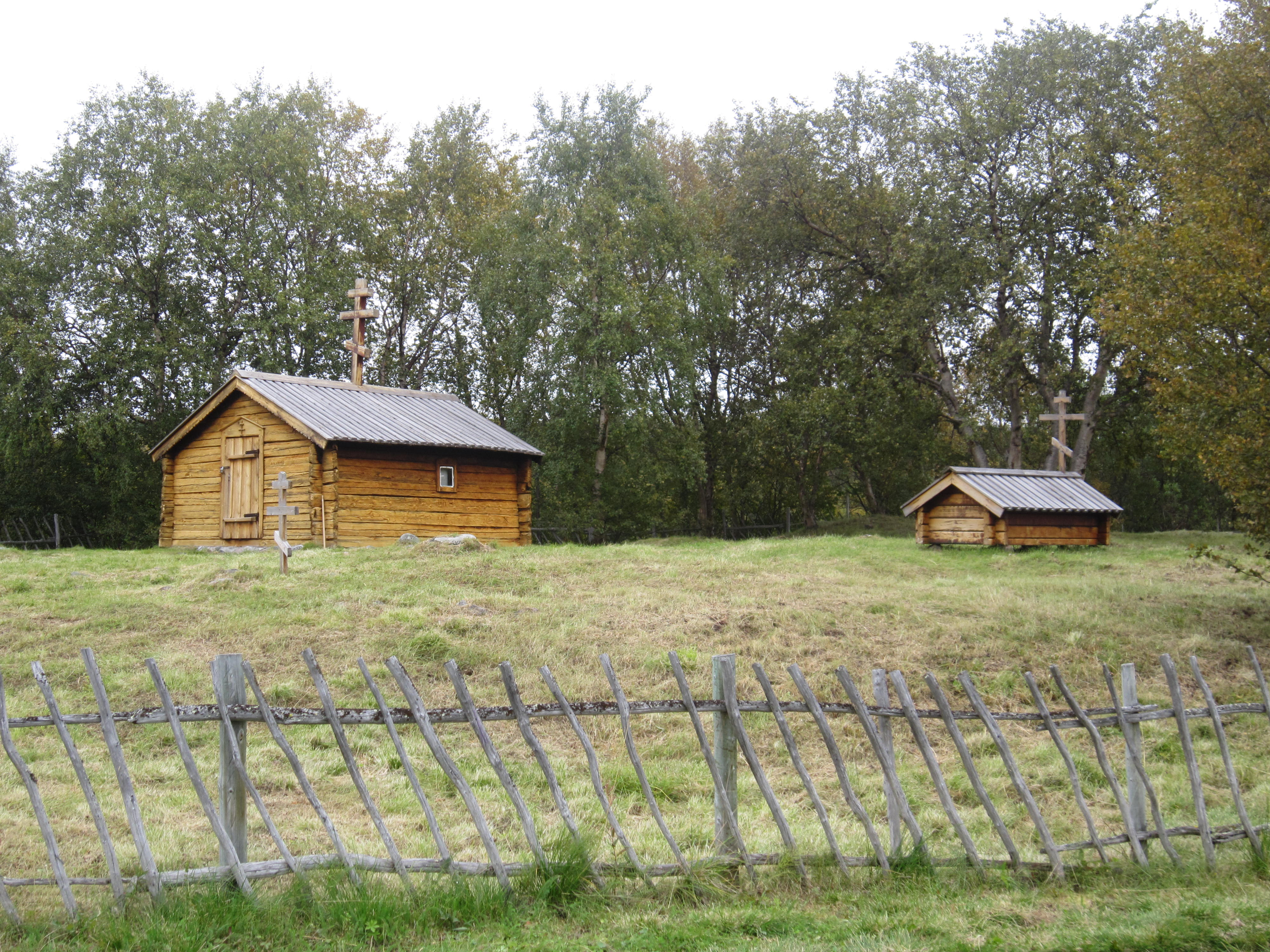
La Capilla Ortodoxa Skolt Sámi en Neiden

El área protegida en Skoltebyen incluye una serie de monumentos diferentes, algunos de los cuales son lo suficientemente antiguos (es decir, más de 100 años) para ser protegidos automáticamente por la Ley del Patrimonio Cultural. Estos incluyen un cementerio ortodoxo ruso, las ruinas de una sauna de humo, dieciséis sitios de chozas tradicionales de césped conocidas como gammer y una pequeña capilla ortodoxa rusa (13 metros cuadrados o 140 pies cuadrados), la Capilla de San Jorge, construida en 1565 por Trifón de Pechenga. Además, muchas de las características naturales de la zona se han utilizado y se están utilizando en ceremonias religiosas, como el bautismo.
La protección formal (programación) del asentamiento se llevó a cabo con el fin de salvaguardar su importancia histórica y religiosa así como la integridad del paisaje. Este es el sitio del patrimonio cultural más importante para los Skolts y su cultura sobreviviente en Noruega. La orden de protección fue emitida para evitar que el área se desarrolle de una manera que reduzca su importancia y valor cultural, mientras que al mismo tiempo fomenta el uso que comunicará, mantendrá y desarrollará la cultura Skolt. La orden de protección no afecta la pesca comercial de salmón en el río Neiden ni otras actividades comerciales en la zona.

## Religión
La iglesia más antigua de Neiden (y de Finnmark) es la capilla ortodoxa rusa de San Jorge (construida en 1565), mencionada anteriormente. También está la Capilla Luterana Neiden, construida en 1902 en el estilo clásico de una iglesia de madera noruega. Fue construido como parte de una política deliberada de noruegaización del este de Finnmark frente al miedo a la invasión rusa.